# Klaus Wilhelm Wiedfeld
Klaus Wilhelm Wiedfeld (* 1929 oder 1930; † 11. Oktober 2010) war ein deutscher Zeitungsverleger.
Er war von 1970 an Verleger, Geschäftsführer und Herausgeber der Fränkischen Landeszeitung. Zwischen 1977 und 1999 gehörte er zudem dem Vorstand des Verbandes Bayerischer Zeitungsverleger an. Auch war er Delegierter beim Bundesverband Deutscher Zeitungsverleger. Wiedfeld starb am 11. Oktober 2010 im Alter von 80 Jahren nach längerer Krankheit.